# 362316 Dogora
362316 Dogora este o planetă minoră (asteroid), cu un diametru de 3,148 km, din centura de asteroizi. A fost descoperită pe 15 noiembrie 2009 la Nogales de Jean-Claude Merlin⁠(d). 
Obiectul prezintă o orbită caracterizată de o semiaxă mare de 2,9709954182421 UAi, o excentricitate de 0,25, o înclinație de 8,3 ° în raport cu ecliptica.